# Sphragis
Sphragis (termine latino, dal greco σφραγίς 'sphragis', ''sigillo'') è un termine moderno usato nella teoria letteraria e nella filologia classica per descrivere una tecnica letteraria impiegata principalmente nel mondo classico, in cui un autore si nomina o si identifica, molto spesso all'inizio o alla fine di una poesia o raccolta di poesie. In senso lato, può riferirsi a una qualsiasi tecnica in cui un autore cerca di nascondere il suo nome o un riferimento alla sua identità in modo criptico (per esempio, con un acrostico). Il significato della parola nei contesti letterari originali, tuttavia, non è ancora ben compreso e l'uso moderno del termine potrebbe essere storicamente inaccurato.
Uno dei primi usi della parola può essere attestato a Teognide (19ss) in un "passaggio molto controverso" in cui il poeta racconta di imprimere il suo sigillo sui suoi versi, per non essere plagiato: 
Si apponga il sigillo [sphrēgis] del saggio, o Cirnuo, su queste righe, ed esse non gli saranno mai rubacchiate, né nulla della loro bontà sarà mai cambiato, ma ogni uomo dirà "Questi sono i versi di Teognide di Megara, famoso in tutto il mondo"...
 Il dispositivo è stato utilizzato da molti altri scrittori nel periodo ellenistico e romano:
- Nicandro, Theriaca  957-8
- Virgilio, Georgiche iv.563-6
- Orazio, Odi iii.30
- Ovidio, Amores iii.15
- Ovidio, Metamorfosi xv.871-879

Le sphragis sono diventate quasi "obbligatorie" nella poesia araba classica e nella poesia turkmena (ad esempio nelle poesie di Magtymguly Pyragy), ma è stato usato anche da molti poeti moderni (come Bohdan Ihor Antonych o Sergey Esenin).